# Kuhimana
Princ Kuhimana bio je kralj havajskog otoka Mauija na drevnim Havajima. On je spomenut u drevnim legendama te je u pojanjima data njegova genealogija.
Bio je nazvan po havajskom bogu astrologa.
Kuhimana je rođen oko 1393. godine kao princ, sin kralja Aloa, koji je znan i kao Alau. Bio je tako unuk kralja Mauiloe, a naslijedio je oca na mjestu kralja Mauija.
Majka mu je bila kraljica Moeiekana.
Kuhimana je stvorio "svetu uniju" oženivši svoju sestru, princezu Kaumanu I. Ovo su njihova djeca:
- kralj Kamaloohua
- princeza Waohaʻakuna

Preko svoje kćeri, Kuhimana je bio povezan s poglavicom Maʻilikukahijem od Oahua.
Sestra-žena Kuhimane također je poznata kao Kaʻana.
Kuhimana je ubijen u bitci Kaeleikija, a njegova supruga se tada ubila.